# Illuminisme
Le terme illuminisme qui se réfère au mouvement du XVIIIe ne doit pas être confondu avec la philosophie illuminative ou illuminationiste islamique développée par Sohrawardi au XIIe

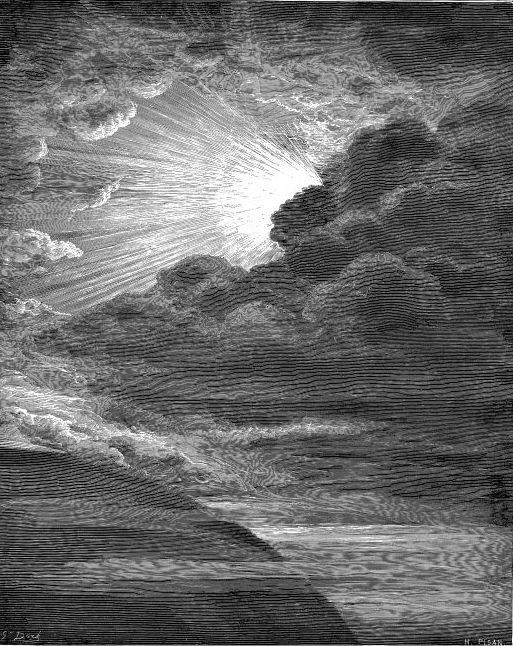
La création de la Lumière par Gustave Doré.

L’illuminisme est un courant de pensée philosophique et religieux qui se développe au XVIIIe siècle en Europe et qui se fonde sur l'idée d'illumination, c'est-à-dire d'une inspiration intérieure directe de la divinité ou de ce qui en émane. Il revendique une croyance affranchie de la religion révélée et reliée intérieurement à Dieu sans médiation autre que spirituelle. S'appropriant la métaphore associée aux Lumières, l'illuminisme propose une définition élargie des « lumières » de la raison, compatible avec l'imagination et la sensibilité, et s'associe à une conception du divin susceptible de faire entrer en résonance l'homme, la société et l'univers. 
Ce courant de pensée peut être interprété comme une réaction à l’esprit matérialiste des philosophes encyclopédistes du XVIIIe siècle et à la philosophie institutionnelle à laquelle ils appartiennent. Il constitue le principal courant de la théosophie à partir de cette période.
Si l'illuminisme est surtout représenté par des « théosophes », influencés par la pensée de Jacob Boehme, il l'est aussi par ceux qui se trouvent en affinité intellectuelle ou spirituelle avec eux : certaines figures du romantisme allemand et de la Naturphilosophie, par exemple, certains mouvements ou organisations ésotériques, aussi, parmi lesquels on compte des sociétés initiatiques d'obédience maçonnique ou para-maçonnique, des fraternités à teneur occultiste, etc.

## Étymologie et usages
Il importe de ne pas confondre l'illuminisme au sens français avec ce que les Italiens appellent illuminismo et qui signifie l'adhésion au rationalisme des Lumières, c'est-à-dire à la position opposée à la même époque (siècle des Lumières). Le terme a également été utilisé, notamment par Marcel Bataillon, pour désigner la doctrine des Alumbrados ou Illuminés d'Espagne, groupe de mystiques espagnols du XVIe siècle, ou pour parler de celle des quakers du XVIIe siècle.
L'illuminisme prétend reposer sur une conception non restrictive de la « lumière », radicalement différente de la notion associée aux mouvements rationalistes et empiristes de la philosophie du XVIIIe siècle. La lumière, d'abord divine, puis sensible, déploie dans la nature les signes d'un ordre supérieur dont la connaissance relève d'une sorte de « raison sensible ». Si le mouvement se réclame d'une tradition séculaire, le terme « illuminisme » n'apparaît toutefois que dans les années 1750 et ses représentants les plus marquants écrivent entre cette décennie et les années 1830.

## Histoire
C'est dans l'ésotérisme hellénique que l'on trouve les origines de l'illuminisme, plus particulièrement à l'intérieur du courant théosophique, qui conçoit la recherche de la connaissance de Dieu comme la pratique d'une sagesse. À la Renaissance, c'est dans le néoplatonisme tardif, la gnose et la kabbale judéo-chrétienne, en particulier allemande, qu'il puise ses modèles. Il s'inspire ensuite des mystiques ou théosophes allemands dont les plus significatifs sont Valentin Weigel, vers 1570, et Jakob Böhme, dès 1600, auquel on doit un mythe gnostique et une théorie de l’Ungrund (« Sans-Fond ») décrivant le passage du non-être à l'être. Le théosophe orientaliste de la Renaissance Guillaume Postel se distingue également par l'importance de son influence sur le mouvement. 

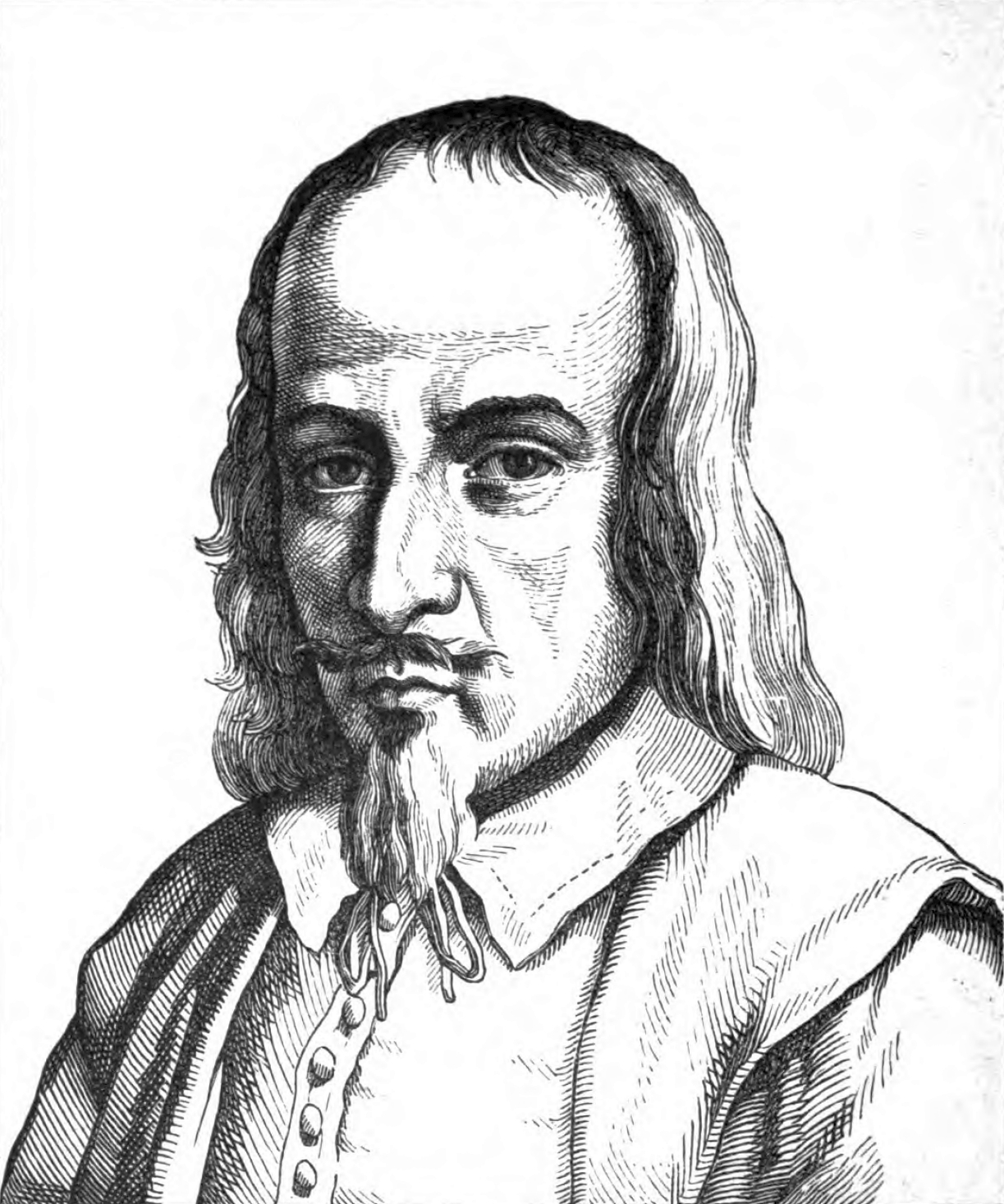
Jacob Böhme, dit le « philosophe teutonique ».

Selon Valentin Weigel, c'est dans le monde intérieur que se réalise la véritable connaissance, qui est vision de la vérité. La connaissance issue de l'expérience du monde extérieur ne peut quant à elle rien apporter d'essentiel. Weigel insiste sur le caractère subjectif et la nature divine de la connaissance, sur la possibilité de la transformation personnelle de l'homme par l'expérience de l'illumination, transformation qui aboutit à une régénération et à une nouvelle naissance. Plus que Weigel encore, Jakob Böhme apparaît comme le précurseur de l'illuminisme. La grande majorité des illuministes le lisent, s'en réclament et en exploitent les thèmes. Pour Böhme, l'homme a provoqué la corruption de la nature par sa chute, introduisant en elle un élément essentiellement dynamique qui en fait l'enjeu d'une révélation progressive de Dieu. 
Au XVIIIe siècle, l'illuminisme se développe en tentant de concilier les acquis de la droite raison et la « lumière du cœur ». À partir de la seconde moitié du siècle, le modèle scientifique dominant n'étant plus celui de la physique mais celui des sciences de la nature, des œuvres d'inspiration illuministe aussi différentes que celles d'Emmanuel Swedenborg ou de Louis-Claude de Saint-Martin se retrouvent dans cette nouvelle référence. En réaction contre le « rationalisme mécaniste » des Lumières, l'illuminisme élève ainsi les sciences de la vie au rang d'une théosophie, en tentant à travers la « philosophie de la nature » d'élaborer une synthèse entre ésotérisme, philosophie, médecine et science. Un regain d'engouement pour Paracelse ou Böhme consacre le retour provisoire de la doctrine de l'unité de la « Nature » et de l'« Esprit ». Non seulement la nature et l'esprit (notre esprit, en particulier) y sont considérés comme des émanations de la même Cause unique, mais la dégradation de la nature en matière y est interprétée comme la conséquence de la corruption de l'esprit humain. 
Les principales figures du mouvement lui-même sont, dès 1745, le Suédois Emanuel Swedenborg, qui développe une « science angélique » à partir de ses visions, et les Français Antoine de La Salle, Martinès de Pasqually, Louis-Claude de Saint-Martin et Antoine-Joseph Pernety, dit dom Pernety. Saint-Martin, en particulier, développe une conception cosmogonique selon laquelle Dieu a créé la matière pour arrêter la course à l'abîme de l'homme et lui donner un monde où il a encore une chance de se racheter. En Allemagne, Friedrich Christoph Œtinger, nourri de Böhme et de la kabbale, se fait l'exégète de Swedenborg, pour finalement s'en éloigner et développer sa propre pensée. Michael Hahn, Karl von Eckartshausen, Friedrich Rudolph Salzmann sont également de grandes figures de l'illuminisme. Eckartshausen exprime un illuminisme tourné vers l'homme dont la régénération devra entraîner avec elle la nature déchue. Les suisses Niklaus Anton Kirchberger et Jean-Philippe Dutoit-Membrini comptent aussi parmi les grands écrivains du courant illuministe de la fin du XVIIIe siècle.

## Pensée
L’illuminisme est fondamentalement une théosophie fondée sur la recherche de la vérité par une lecture conjointe de la « Nature » et de l’Écriture sainte. Il propose une lecture des textes chrétiens à la lumière du néo-platonisme et des sciences occultes, mettant l’accent sur l’intériorité de la quête mystique, et rejetant les formalités scolastiques. L'historien des idées Jean Deprun en donne la définition suivante :
« Essayons de dégager une vulgate de l'illuminisme : on y verra tout à la fois l'image inversée des Lumières et le complément que celles-ci réclamaient de l'intérieur […] L'illuminisme est 'passéiste' : l'homme est un être déchu, et le crime originel dont il s'est rendu coupable a eu un retentissement cosmique : toute la création est malade avec lui, et de son fait […] L'origine de la parole est divine ; Dieu seul peut l'instituer […] L'homme n'est en lui-même ni digne, ni capable de se rendre heureux : sa visée doit être celle d'une 'réintégration', d'une 'transformation' qu'il devra mériter par le dépouillement et atteindre par la prière. Il sera aidé sur cette voie de retour par le déchiffrement d'une parole originelle perdue (la langue hébraïque 'restituée' par Fabre d'Olivet), l'étude de la mystique des nombres, enfin par les rites initiatiques. »

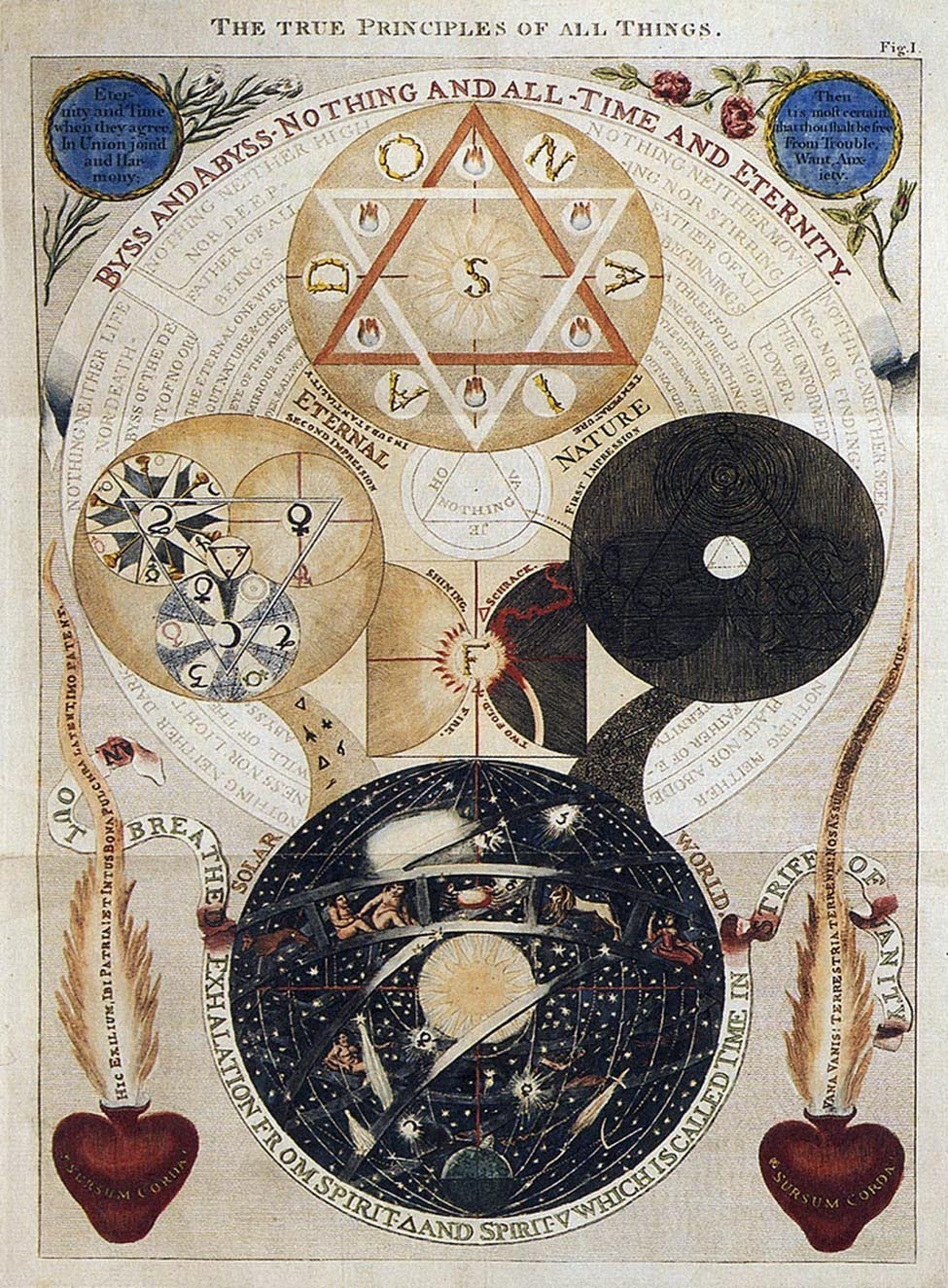
La structure dynamique du cosmos selon la conception théosophique de Jacob Böhme, reprise par les illuministes.

Bien qu'on y trouve de nombreuses déclinaisons, l'illuminisme peut être assimilé dans son ensemble à une forme de monisme spiritualiste, où le monde sensible est envisagé non pas comme une réalité propre mais comme une expression de l'être véritable dont il s'agit de savoir décrypter les signes. À travers un ensemble de systèmes de correspondances qui doivent faire sens, la nature profonde de l'univers entre en communication avec l'être humain, et par une sorte d'état modifié de conscience (Zentralschau en allemand, ou « vision centrale »), elle l'illumine « de l'intérieur ». Cette illumination permet d'embrasser d'un coup, comme par intuition, la totalité de ce qui constitue le « triangle » Dieu/Homme/Nature, où Dieu constitue à la fois la source, le point central et le point culminant de cette relation.
Les illuministes mettent l'accent sur les idées de chute et de réintégration, ou apocatastase, et expriment leur nostalgie de l'état de l'homme avant la chute. Ils insistent sur son rôle dans l' « économie divine » (plan divin réalisé progressivement dans la nature), établissent sa nature androgyne sur le mythe platonicien de l'androgyne, et tentent de saisir la nature même du péché originel. Selon leur interprétation, le péché  originel de l'homme suit celui des anges. La matière grossière actuelle, corps corrompu de la nature, en est une conséquence provisoire. Le scénario cosmogonique est alors toujours le même : Dieu a puni l'ange déchu (Lucifer) en créant le monde afin de l'y enfermer, et l'homme fut créé à son tour pour lui servir de geôlier. Puis, l'homme, tombé sous l'influence de Lucifer, s'est lui-même corrompu, entraînant la Nature dans sa propre chute. Une régénération (ou « seconde naissance ») de l'homme s'opère alors dans l'histoire, réalisant au terme de celle-ci la réintégration de tous les êtres dans le plérôme divin. Les illuministes décrivent et justifient ainsi une vision à la fois historique, dynamique et dramaturgique de la création. Pour eux comme pour les kabbalistes et les gnostiques, il y a un temps du mythe qui précède notre temps, ainsi qu'une « fin de l'histoire » qui coïncide avec la fin des temps.
Dans l'état actuel des choses, l'homme garderait au tréfonds de lui-même les débris de sa destinée première et la réminiscence obscure du paradis primitif. S'il parvient à écouter les signes intérieurs qui lui sont donnés, et à redescendre en lui jusqu'à pouvoir s'emparer à nouveau des germes qui couvent en son âme, il effectuera sa propre réintégration en Dieu, et, du même coup, il restituera la création entière dans l'unité primordiale. Seul l'homme, principale cause de la chute, peut être, par la voie de l'illumination, l'agent de la réconciliation de la nature, et son sauveur.

## Illuminisme et sciences ésotériques
Les sciences ésotériques ou occultes auxquelles se sont consacrés les illuministes se différencient nettement du savoir intellectuel ou empirique, mais il ne l'exclut pas. Pour eux, tandis que le savoir intellectuel laisse inchangé celui qui l'acquiert, la connaissance « véritable » obtenue par les disciplines ésotériques modifie l'être même de l'individu qui la reçoit. Carl Gustav Jung rouvrira la voie de l'illuminisme et de l'alchimie en s'efforçant d'en fournir une formulation conforme à l'esprit de son époque dans un cadre psychanalytique. Il tiendra ainsi au XXe siècle à l'égard de la science ésotérique un rôle comparable à celui qu'avait tenu Paracelse à la Renaissance.

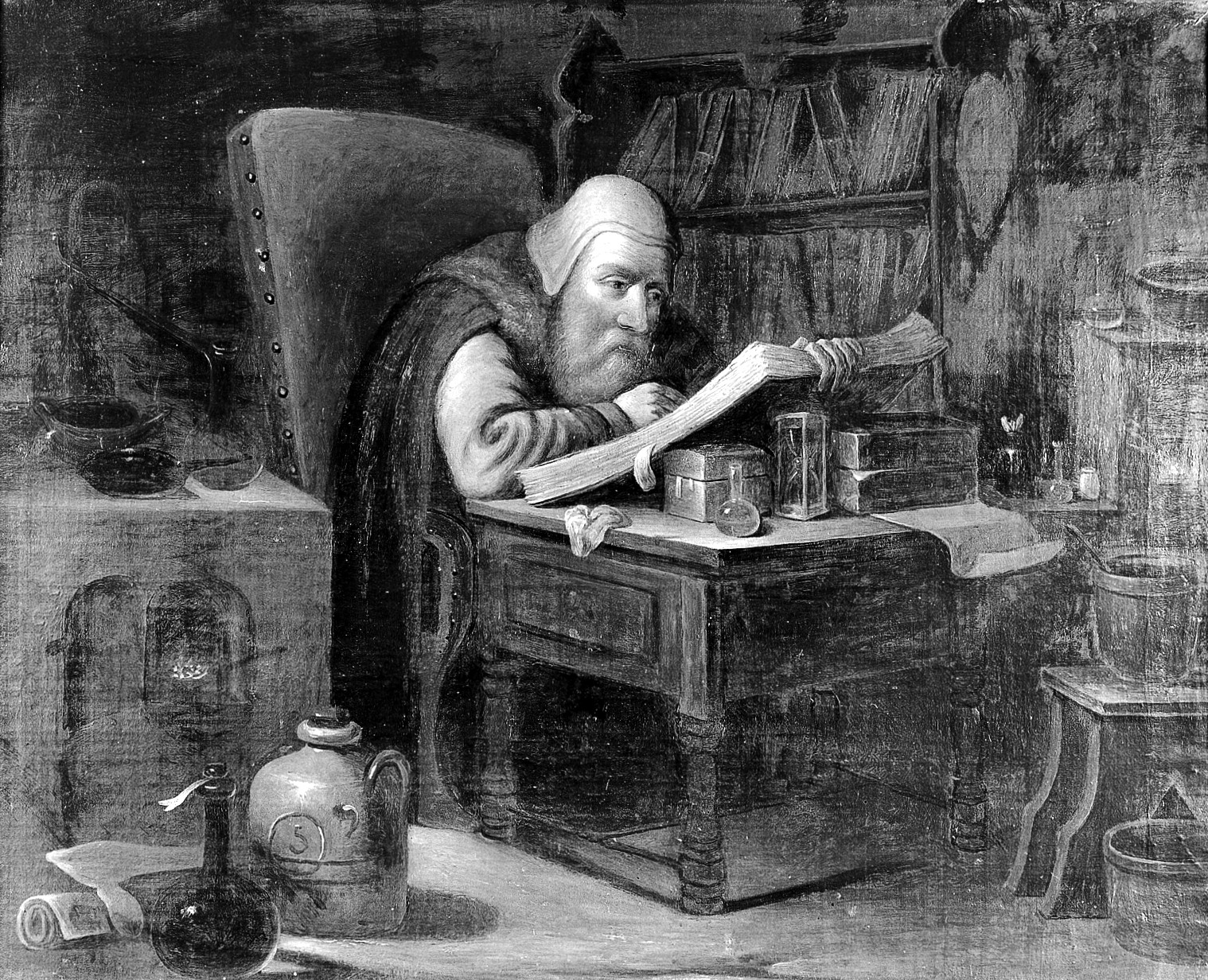
Le cabinet de l'alchimiste. Sa tâche proprement « philosophique » est la recherche de la « vraie connaissance ».

### Astrologie
Les illuministes reprennent la tradition médiévale consistant à mêler l'astrologie aux autres sciences occultes et à en faire, non pas un système de prédictions des événements, mais une connaissance de la vocation précise d'un individu, et de ce qu'il faut acquérir pour mieux répondre à sa propre mission. Paracelse ajoute à cette perspective un système de correspondances entre le microcosme humain et le cosmos, dont le macrocosme est la représentation symbolique. Dans le cosmos se trouvent les trois principes alchimiques, sel, soufre et mercure, pendants de l'esprit, de l'âme et du corps pour l'être humain, de sorte qu'il est possible de connaître celui-ci par la connaissance du macrocosme. Du même coup, la connaissance de l'homme se trouve reliée comme organiquement à l'astrologie, que Paracelse ne conçoit pas comme un système d'influences mais comme une écriture des interdépendances cosmiques, les astres se trouvant au moins autant en l'homme qu'à l'extérieur de lui. Ce thème sera renouvelé au sein de l'illuminisme.

### Alchimie
L'alchimie établit à travers divers symboles et allégories, des relations entre l'âme humaine et la « vie » des métaux. La purification des matières premières, qui permet d'obtenir la pierre de la sagesse (ou pierre philosophale), clé de la transmutation de métaux non précieux en or ou en argent, correspond à la purification de l'être, opération indispensable à la suprême connaissance. L'alchimie est considérée par les illuministes comme la science suprême car elle révèle les lois mystérieuses selon lesquelles la nature opère ses incessantes transformations. Les produits provisoires qui en découlent sont autant de figures imparfaites de celle, parfaite, qui est le terme et le but de la création tout entière : le « grand œuvre », dont la réalisation passe par l'action rédemptrice de l'homme. Au XVIIIe siècle, les recueils de traités d'alchimie sont publiés en langue vulgaire (et non plus en latin) ce qui contribue à élargir la diffusion de ces textes dans les milieux ésotériques. Une lecture alchimique des récits de la mythologie grecque et égyptienne se développe alors, les illuministes interprétant les « Fables » antiques comme s'il s'agissait d'une description cryptée de procédés de transmutation

### Magnétisme et «théologie de l'électricité»
Conformément à la pensée alchimique, la matière contient une lumière ou un feu invisible dont la nature est celle du Verbe créateur et de la Lumière au premier jour. Ce principe s'est diversifié dans le courant illuministe en de nombreux thèmes ou motifs. Au XVIIe siècle déjà, Rudolph Göckel et Athanasius Kircher s'étaient passionnés pour les phénomènes de nature magnétique et électrique. À l'époque des Lumières, certains philosophes de la nature proches de Œtinger élaborent une « théologie de l'électricité », en suivant une inspiration de type illuministe.

## Illuminisme dans l'Art

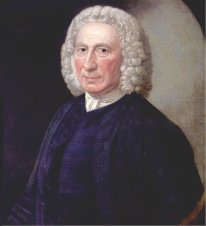
Emmanuel Swedenborg.

### Littérature
C'est à partir du XVIIe siècle que s'établit une relation étroite entre l'imaginaire baroque et les écrits théosophiques à l'origine de l'illuminisme. De nombreux écrivains romantiques, tels que Friedrich Schlegel ou Hölderlin, ont été influencés par les discours théosophiques portant sur le mythe de la chute et celui de la réintégration, et le symbolisme y puisera sa conception du monde comme universelle analogie. Les grandes figures de l'illuminisme exercent aussi une influence directe et importante sur le mouvement romantique dans le domaine poétique. Pénétrant toute l'Europe dès les années 1770, la pensée de Swedenborg exerce ainsi une influence considérable sur la poésie du XIXe siècle, notamment sur les œuvres de Nerval et Baudelaire. Pour les illuministes, en effet, le poète saisit le sens des choses et tient le rôle d'hiérophante, comme Orphée. 
En France, Balzac est profondément influencé par la pensée illuministe à travers Saint-Martin et Swedenborg, et c'est sous cette influence qu'il écrit Louis Lambert, Séraphîta, La Recherche de l'absolu ou Le Lys dans la vallée. George Sand s'inspire également de l'illuminisme dans son Consuelo. En Allemagne, Goethe achève son Faust en 1832 en puisant une partie de son inspiration dans l'illuminisme. Les écrits posthumes du peintre Philipp Otto Runge, parus en 1840-1841, sont parcourus de réflexions de type théosophique portant sur l'art.
Selon Antoine Faivre, l'illuminisme constitue une influence majeure de la littérature fantastique dont l'une des sources se trouve dans des ouvrages de fiction comme Le Diable amoureux, en 1772, de Jacques Cazotte, lui-même Illuminé notoire. La littérature de fiction est alors tantôt humoristique ou parodique, tantôt plus sérieuse, notamment en Allemagne tout à la fin du XVIIIe siècle où elle est représentée par de grands romanciers tels que Jean Paul ou Novalis.

### Musique, drame et beaux arts
Parmi les œuvres à spectacle inspirées par l'illuminisme, deux des plus connues sont l'opéra de Mozart nommé La Flûte enchantée, composée en 1791, et le drame de Zacharias Werner intitulé Die Söhne des Thals, représenté dans les années 1802-1804. William Blake, poète, graveur et chantre de l'imagination créatrice puise dans plusieurs courants illuministes, dont celui issu de Swedenborg. Plus encore que les autres artistes peintres du romantisme allemand, Philipp Otto Runge est proche de l'illuminisme, comme le montre son tableau du « Petit Matin » réalisé en 1808. Dans le domaine architectural, on doit au Prince Raimondo di Sangro, dont Cagliostro a reçu les enseignements, la chapelle San Severo à Naples, en Italie, véritable « monument hermétique » selon l'expression d'Antoine Faivre.

### Œuvres
- Jacob Boehme, Mysterium magnum (1620), trad., Paris, Aubier, 1945, 2 tomes.
- Emanuel Swedenborg, Arcanes célestes (1747-1758), 8 vol., trad. Le Boys des Guays, 1841-1845.
- Martinès de Pasqually, Le traité de la réintégration (1772), édité par Robert Amadou, Saint-Étienne, Dumas, 1974.
- Jean-Baptiste Willermoz, Les conférences des Élus Cohens de Lyon (1774-1776), aux sources du Régime Écossais Rectifié, édité par Antoine Faivre, Baucens, éditions du Baucens, 1975.
- Louis-Claude de Saint-Martin, Des erreurs et de la vérité (1775) .
- William Blake, Le mariage du ciel et de l'enfer (1793), trad., Paris, Gallimard, coll. « Poésie/Gallimard », 2013.
- Antoine Fabre d'Olivet, La langue hébraïque restituée (1815-1816), Genève, Delphica, 2010.
- Franz von Baader, Fermenta cognitionis (1822-1826), trad., Paris, Albin Michel, 1992.

### Études
- Auguste Viatte, Les Sources occultes du romantisme : illuminisme-théosophie, 1770-1820 (1927), Paris, Champion, 1969.
- Albert Béguin, L'âme romantique et le rêve – Essai sur le romantisme allemand et la poésie française (1936), Paris, Le Livre de Poche, 1991, voir en particulier livre II : « Le rêve, la nature et la réintégration », p. 63-116.
- Antoine Faivre, Mystiques, théosophes et illuminés au siècle des lumières, New York, G. Olms, 1976.
- Mario Matucci (dir.), Lumières et illuminisme : actes du colloque international (Cortone, 3-6 octobre 1983), Pise, Pacini, 1985.
- Antoine Faivre, L'ésotérisme, Paris, PUF, coll. « Que sais-je ? », 1992.
- Catherine Golliau (dir.), L'ésotérisme – Kabbale, franc-maçonnerie, astrologie, soufisme… Les textes fondamentaux commentés, Paris, Tallandier, 2007.